# Rui Vitória
Rui Carlos Pinho da Vitória (Alverca do Ribatejo, Portugal; 16 de abril de 1970), conocido deportivamente como Rui Vitória, es un exfutbolista y entrenador de fútbol portugués. Actualmente dirige al Panathinaikos de la Superliga de Grecia.
En particular, pasó tres años y medio con el Benfica en Portugal, ganando siete trofeos importantes, que incluyeron dos títulos consecutivos de Primeira Liga.

## Trayectoria

### Como jugador
Vitória nació en Alverca do Ribatejo, Vila Franca de Xira. Durante su carrera futbolística, en la que participó de cinco clubes, jamás compitió en un nivel más alto que la II Divisão, y también pasó once años en Cuarta División. La mayor parte de su carrera la realizó en la União Desportiva Vilafranquense.
Vitória se retiró como futbolista en 2003, a los 32 años de edad.

### Como entrenador

#### Vilafranquense
Después de comenzar como director técnico del Vilafranquense, Vitória se trasladó en 2004 a S. L. Benfica, en donde dirigió por dos temporadas al equipo juvenil.

#### Fátima
En 2006 fichó por el C. D. Fátima, ayudando al club a ascender al segundo nivel en su primera temporada, pero lamentablemente volvieron a descender en la misma temporada. 

#### Paços de Ferreira
El 2 de junio de 2010, reemplazó a Ulisses Morais en el banquillo del Paços de Ferreira. En su primera temporada en la Primeira Liga, llevó al equipo a la séptima posición en la liga, logrando también el subcampeonato en la Copa de la Liga, que ganó el Benfica por 2-1.

#### Vitória de Guimarães
A finales de agosto de 2011, llegó a reemplazar al recién despedido Manuel Machado en la dirección técnica de Vitória de Guimarães. En su segundo año al frente del club, logró conquistar la Copa de Portugal, derrotando en la final al Benfica. Posteriormente, el 10 de agosto de 2013, fue subcampeón de la Supercopa, perdiendo 3-0 ante el Porto.

#### Benfica
El 11 de junio de 2015, el Benfica anunció que Vitória había firmado un contrato de tres años con el club. El 15 de mayo de 2016, aseguró el tercer título consecutivo del Benfica en la Primeira Liga y el número 35 en general, después de vencer a Nacional en el Estadio da Luz por 4-1 en la última fecha de la Primeira Liga 2015-16. A su vez, se estableció un récord de la liga portuguesa de 88 puntos en 34 partidos. Vitória también clasificó al Benfica a los cuartos de final de la Liga de Campeones de la UEFA 2015-16, y lideró al club a conseguir su séptimo trofeo de la Copa de la Liga de Portugal, superando al Marítimo en la final por 6-2 en el partido jugado el 20 de mayo de 2016. El 3 de enero de 2019, el club anunció su destitución.

#### Al-Nassr
El 10 de enero de 2019, se hace cargo del Al-Nassr. El club de Riad terminó la temporada como campeón. Más tarde llevó al equipo a las semifinales de la Liga de Campeones de la AFC de 2020, donde solo perdió ante el Persépolis en los penaltis. El 27 de diciembre de 2020, Vitória dejó el club de común acuerdo. En el momento de su salida, el club ocupaba el puesto N°15 de la tabla con 8 puntos en 10 partidos.

#### Spartak de Moscú
El 24 de mayo de 2021, se hace oficial su fichaje por el Spartak de Moscú, hasta 2023, en sustitución de Domenico Tedesco.
El historial de Vitória en el club fue mixto. Había ganado su grupo de la Europa League por delante del Leicester City y Napoli, por lo que ganó popularidad entre los aficionados. De hecho, el Spartak venció al club italiano tanto en casa como fuera cuando eran primeros en la Serie A. Sin embargo, los gigantes rusos ocuparon el noveno lugar en la liga, sufriendo una derrota apabullante por 7-1 ante el Zenit de San Petersburgo. Sin embargo, el 15 de diciembre de 2021, abandonó el equipo de mutuo acuerdo con la directiva.

#### Selección de Egipto
El 12 de julio de 2022, fue nombrado como nuevo seleccionador de Egipto.El 4 de febrero de 2024, fue relevado de sus funciones luego de la eliminación en los octavos de final de la Copa Africana de Naciones 2023.

#### Panathinaikos
El 31 de octubre de 2024, asumió al frente del Panathinaikos y firmó un contrato hasta junio de 2026.

## Clubes

### Como jugador
| Club           | País     | Año         |
| -------------- | -------- | ----------- |
| SL Fanhões     | Portugal | 1988 - 1990 |
| Vilafranquense | Portugal | 1990 - 1996 |
| Alverca        | Portugal | 1988 - 1990 |
| Vilafranquense | Portugal | 1997 - 1999 |
| Seixal         | Portugal | 1999 - 2001 |
| Casa Pia       | Portugal | 2001 - 2002 |
| Alcochetense   | Portugal | 2002 - 2003 |

### Como entrenador
| Club                | País           | Año       | PJ  | PG  | PE  | PP  | Efectividad |
| ------------------- | -------------- | --------- | --- | --- | --- | --- | ----------- |
| Vilafranquense      | Portugal       | 2002-2004 | 75  | 33  | 11  | 31  | 48.89%      |
| Fátima              | Portugal       | 2006-2010 | 140 | 63  | 42  | 35  | 55%         |
| Paços de Ferreira   | Portugal       | 2010-2011 | 42  | 17  | 13  | 12  | 50.8%       |
| Vitória Guimarães   | Portugal       | 2011-2015 | 154 | 61  | 33  | 60  | 46.75%      |
| Benfica             | Portugal       | 2015-2018 | 184 | 125 | 28  | 31  | 73%         |
| Al-Nassr            | Arabia Saudita | 2019-2020 | 86  | 53  | 15  | 18  | 67.44%      |
| Spartak de Moscú    | Rusia          | 2021      | 26  | 9   | 6   | 11  | 42.31%      |
| Selección de Egipto | Egipto         | 2022-2024 | 18  | 12  | 5   | 1   | 75.93%      |
| Panathinaikos       | Grecia         | 2024-Act. | 39  | 21  | 8   | 10  | 60.69%      |
| Total               | Total          | Total     | 764 | 394 | 161 | 209 | 58.59%      |

## Palmarés

### Como entrenador

#### Campeonatos nacionales
| Título                      | Club              | País           | Año     |
| --------------------------- | ----------------- | -------------- | ------- |
| II Divisão                  | Fátima            | Portugal       | 2008-09 |
| Copa de Portugal            | Vitória Guimarães | Portugal       | 2012-13 |
| Primeira Liga               | SL Benfica        | Portugal       | 2015-16 |
| Copa de la Liga             | SL Benfica        | Portugal       | 2015-16 |
| Primeira Liga               | SL Benfica        | Portugal       | 2016-17 |
| Supercopa de Portugal       | SL Benfica        | Portugal       | 2017    |
| Liga Profesional Saudí      | Al-Nassr          | Arabia Saudita | 2018-19 |
| Supercopa de Arabia Saudita | Al-Nassr          | Arabia Saudita | 2019    |